# Peterodendron
Peterodendron is een geslacht uit de familie Achariaceae. Het geslacht telt een soort die voorkomt in Tanzania.

## Soorten
- Peterodendron ovatum (Sleumer) Sleumer